# 柑子袋西
柑子袋西（こうじぶくろにし）は、滋賀県湖南市にある地名。現行行政地名は柑子袋西一丁目から柑子袋西四丁目。

## 地理
湖南市の西部に位置し、北東と南東に柑子袋、東に柑子袋東、西に宮の森、南東と南に石部南、北に石部東と接している。

## 歴史
- 2018年（平成30年）11月5日 - 柑子袋の一部を分離し、柑子袋西一丁目から柑子袋西四丁目を設置[1][4]

## 学区
市立小・中学校に通う場合、学区は以下の通りとなる。
| 丁目           | 番・番地等 | 小学校             | 中学校             |
| -------------- | ---------- | ------------------ | ------------------ |
| 柑子袋西一丁目 | 全域       | 湖南市立三雲小学校 | 湖南市立甲西中学校 |
| 柑子袋西二丁目 | 全域       | 湖南市立三雲小学校 | 湖南市立甲西中学校 |
| 柑子袋西三丁目 | 全域       | 湖南市立三雲小学校 | 湖南市立甲西中学校 |
| 柑子袋西四丁目 | 全域       | 湖南市立三雲小学校 | 湖南市立甲西中学校 |

## その他

### 日本郵便
- 郵便番号 : 520-3237[2]（集配局：甲西郵便局[6]）。